# Fredensborg Provsti
Fredensborg Provsti er et provsti i Helsingør Stift.  Provstiet ligger i Fredensborg og  Hørsholm Kommune.   	
Fredensborg Provsti består af 6 sogne med 10 kirker, fordelt på 6 pastorater.

## Pastorater
| Pastorater i Fredensborg Provsti | Pastorater i Fredensborg Provsti | Pastorater i Fredensborg Provsti |
| -------------------------------- | -------------------------------- | -------------------------------- |
| Asminderød-Grønholt Pastorat     | Hørsholm Pastorat                | Humlebæk Pastorat                |
| Karlebo Pastorat                 | Kokkedal Pastorat                | Rungsted Pastorat                |

## Sogne
| Sogne i Fredensborg Provsti | Sogne i Fredensborg Provsti | Sogne i Fredensborg Provsti |
| --------------------------- | --------------------------- | --------------------------- |
| Asminderød-Grønholt Sogn    | Humlebæk Sogn               | Hørsholm Sogn               |
| Karlebo Sogn                | Kokkedal Sogn               | Rungsted Sogn               |